# ベルベット・キス (漫画)
『ベルベット・キス』（Velvet Kiss）は、ハルミチヒロによる日本の漫画。『ビタマン』（竹書房）2009年9月号から2012年5月号まで連載された。話数の単位は「第○幕」（○に数字が入る）。

## 内容
主人公・新田信はごく普通のサラリーマン。だが突如背負うことになった8000万円の借金によって日常が非日常へと変わってしまう。借金の凍結のため、とある美少女と「友達」になった新田。借金のため彼女のわがままに逆らえずふりまわされ、そして流されるまま体の関係を持ってしまう。

## 登場人物

### 主要人物
新田 信（にった しん）
演：村田宏一郎
本作の主人公。本来は真面目に働いているごく普通のサラリーマン。
菊池屋 花乃子（きくちや かのこ）
演：佳苗るか
ヒロイン。通称「かの」。菊池屋家のお嬢さん。

### キクチヤ
菊池屋 依子（きくちや よりこ）
演：時任亜弓
石塚

### その他
新田 始（にった はじめ）
柳本 三美（やなもと みつみ）
ユキ
佐伯留美（さえき るみ）
演：綾瀬れん
菊池屋 花江（きくちや はなえ）
部長
佐々木 優子（ささき ゆうこ）

## 単行本
- ハルミチヒロ 『ベルベット・キス』 竹書房 〈バンブーコミックス VITAMAN SELECT〉、全4巻
  1. 2010年5月7日発売[1]、ISBN 978-4-8124-7270-5
  2. 2011年4月7日発売[2]、ISBN 978-4-8124-7536-2
  3. 2011年9月27日発売[3]、ISBN 978-4-8124-7665-9
  4. 2012年6月16日発売[4]、ISBN 978-4-8124-7901-8

## オリジナルビデオ
監督：小南敏也で2013年に製作されたオリジナルビデオ版（DVD）。主演は、村田宏一郎（新田信役）、佳苗るか（菊池屋花乃子役）と綾瀬れん（佐伯留美役）。R15作品。
- 『ベルベット・キス　罠にはめた小悪魔』2013年2月2日、ISBN 978-4-8124-9350-2（2013年7月6日放送のWOWOW[5]）
- 『ベルベット・キス　禁じられた二人の時』2013年3月2日、ISBN 978-4-8124-9372-4（2013年7月13日放送のWOWOW[5]）